# Устюхіна Ганна Володимирівна
Ганна Володимирівна Устюхіна (нар. 18 березня 1989 року) — російська ватерполістка, воротар ватерпольного клубу «Ізмайлово» і збірної Росії. Заслужений майстер спорту.

## Кар'єра
Виступала за команди «Юність» (Волгодонськ), «Штурм-2002», «Ізмайлово». У 2010 році виконала нормативи майстра спорту.
Стала переможницею Універсіади 2013 року, за що Ганні було присвоєно спортивне звання майстра спорту міжнародного класу.

## Нагороди
- Медаль ордена «За заслуги перед Вітчизною» II ступеня (25 серпня 2016 року) — за високі спортивні досягнення на Іграх XXXІ Олімпіади 2016 року в місті Ріо-де-Жанейро (Бразилія)[4].
- Почесна грамота Президента Російської Федерації (2013).